# Horario en Armenia
| Azul claro | Hora europea occidental/Hora media de Greenwich (UTC±00:00)                                       |
| Azul       | Hora europea occidental/Hora media de Greenwich (UTC±00:00)                                       |
| Azul       | Hora europea occidental de verano/Horario de verano británico/Hora estándar irlandesa (UTC+01:00) |
| Rojo       | Hora central europea (UTC+01:00)                                                                  |
| Rojo       | Hora central europea de verano (UTC+02:00)                                                        |
| Amarillo   | Hora europea oriental/Hora de Kaliningrado (UTC+02:00)                                            |
| Caqui      | Hora europea oriental (UTC+02:00)                                                                 |
| Caqui      | Hora europea oriental de verano (UTC+03:00)                                                       |
| Verde      | Hora de Moscú/Hora de Turquía (UTC+03:00)                                                         |

Hora en Armenia (AMT; en armenio: Հայաստանի ժամանակ, romanizado: Hayastani zhamanak    </link> ) es una zona horaria utilizada en Armenia. La hora de Armenia está cuatro horas por delante de UTC en UTC+04:00.
La hora del reloj es aproximadamente una hora más tarde que el mediodía solar en Armenia. En consecuencia, las horas de actividad de la población son similares a las de París o Barcelona, que tienen aproximadamente el mismo cambio hacia la hora solar. Están aproximadamente una hora más tarde que las de Berlín y Viena, y dos horas más tarde que las de Varsovia y Nueva York.

## Horario de verano
Armenia no utiliza el horario de verano. El Gobierno de Armenia emitió un decreto que canceló la observancia del horario de verano, también conocido como Horario de Verano de Armenia (AMST) en 2012. 

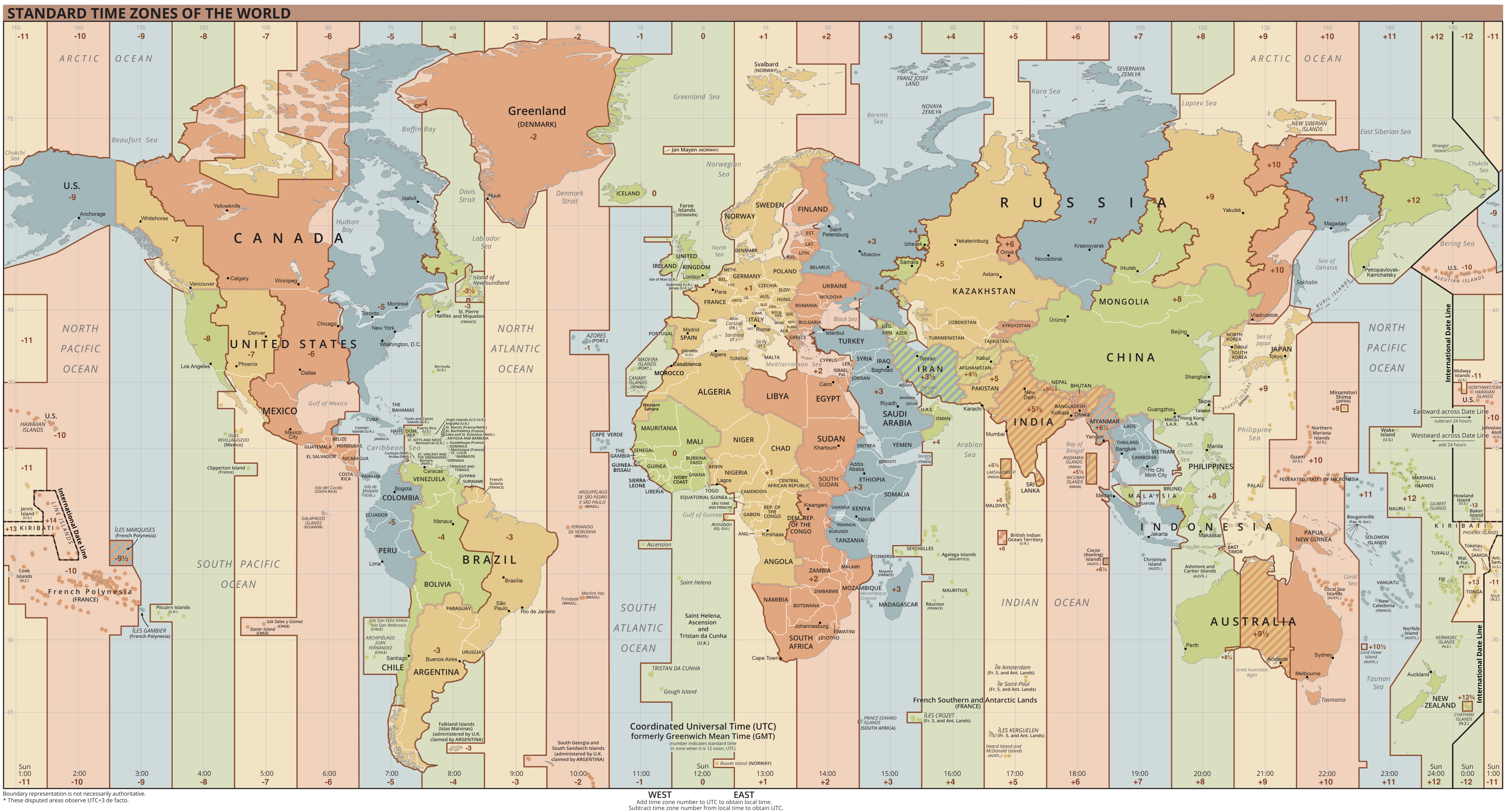
Mapa mundial de zonas horarias actuales.

Existen zonas horarias las cuales tienen el mismo desplazamiento que AMT, pero se pueden encontrar con un nombre diferente en otros países, entre ellas:  comienza el horario de verano el 2 de febrero de 2025 y finalizar el 28 de septiembre de 2025.
- Hora de Georgia
- Hora de Azerbaiyán
- Hora estándar del Golfo
- Hora de Mauricio
- Hora estándar de los Emiratos Árabes Unidos
- Zona horaria de Reunión
- Hora de Sámara
- Hora de Seychelles

## Artsaj
El estado el que se encuentra parcialmente reconocido de la República de Artsaj también utiliza la hora de Armenia (AMT).

## enlaces externos
- http://www.world-time-zones.org/zones/armenia-time.htm Archivado el 23 de junio de 2012 en Wayback Machine. Archived  </link>
- http://www.worldtimezone.com/wtz-names/wtz-amst.html

- Datos: Q4127120